# Europäisches Olympisches Sommer-Jugendfestival 2023/Schwimmen
Die Wettkämpfe im Schwimmen beim Europäischen Olympischen Sommer-Jugendfestival 2023 in Maribor fanden vom 23. bis zum 28. Juli 2023 statt.

## Medaillenspiegel
| Platz  | Land           | Gold | Silber | Bronze | Gesamt |
| ------ | -------------- | ---- | ------ | ------ | ------ |
| 1      | Italien        | 7    | 4      | 7      | 18     |
| 2      | Rumänien       | 5    | –      | 3      | 8      |
| 3      | Großbritannien | 4    | 8      | 3      | 15     |
| 4      | Deutschland    | 4    | 3      | 2      | 9      |
| 5      | Ungarn         | 3    | 5      | 1      | 9      |
| 6      | Türkei         | 3    | 1      | 1      | 5      |
| 7      | Norwegen       | 1    | 2      | 1      | 4      |
| 8      | Schweden       | 1    | 2      | –      | 3      |
| 9      | Spanien        | 1    | 1      | 2      | 4      |
| 10     | Portugal       | 1    | –      | –      | 1      |
| 10     | Schweiz        | 1    | –      | –      | 1      |
| 10     | Serbien        | 1    | –      | –      | 1      |
| 13     | Ukraine        | –    | 2      | 2      | 4      |
| 14     | Israel         | –    | 2      | –      | 2      |
| 14     | Griechenland   | –    | 2      | –      | 2      |
| 16     | Polen          | –    | 1      | 2      | 3      |
| 17     | Niederlande    | –    | –      | 2      | 1      |
| 18     | Frankreich     | –    | –      | 1      | 1      |
| 18     | Litauen        | –    | –      | 1      | 1      |
| 18     | Serbien        | –    | –      | 1      | 1      |
| 18     | Slowakei       | –    | –      | 1      | 1      |
| 18     | Tschechien     | –    | –      | 1      | 1      |
| Gesamt | Gesamt         | 32   | 33     | 31     | 95     |

## Medaillengewinner

### Jungen
| Disziplin           | Gold                                                                           | Silber                                                                              | Bronze                                                                         |
| ------------------- | ------------------------------------------------------------------------------ | ----------------------------------------------------------------------------------- | ------------------------------------------------------------------------------ |
| 50 m Freistil       | Justin Cvetkov                                                                 | Nikita Sheremet                                                                     | Jan Foltyn                                                                     |
| 100 m Freistil      | Carlos D’Ambrosio                                                              | Sander Kiaer Sörensen                                                               | Przemyslaw Pietron                                                             |
| 200 m Freistil      | Sander Kiaer Sörensen                                                          | Carlos D’Ambrosio                                                                   | Ahmet Boylu                                                                    |
| 400 m Freistil      | Emir Albayrak                                                                  | Koppany Kakkuk                                                                      | Alberto Ferrazza                                                               |
| 1500 m Freistil     | Kuzey Tuncelli                                                                 | Michal Gnacynski                                                                    | Andrei Proca                                                                   |
| 100 m Rücken        | Daniele Del Signore                                                            | Aukan Goldin                                                                        | Mantas Kauspedas                                                               |
| 200 m Rücken        | Daniele Del Signore                                                            | Aukan Goldin                                                                        | Anton Denysenko                                                                |
| 100 m Brust         | Joshua Inglis                                                                  | Evangelos Ntoumas                                                                   | Darius Coman                                                                   |
| 200 m Brust         | Rafael Mimoso                                                                  | Filip Nowacki                                                                       | Darius Coman                                                                   |
| 100 m Schmetterling | Zoltan Bagi                                                                    | Isak Fernandez                                                                      | Mykola Kotenko                                                                 |
| 200 m Schmetterling | Tuncer Erturk                                                                  | Mykola Kotenko                                                                      | Jakub Katana                                                                   |
| 200 m Lagen         | Robert Badea                                                                   | Botond Kovacs                                                                       | Evan Davidson                                                                  |
| 400 m Lagen         | Robert Badea                                                                   | Tuncer Erturk                                                                       | Botond Kovacs                                                                  |
| 4 × 100 m Freistil  | ItalienLuca Scampicchio Alberto Ferrazza Carlos D’Ambrosio Daniele Del Signore | NorwegenSander Kiaer Sörensen Jakob Austevoll Harlem Daniel Marinov Gergely Besenyi | FrankreichMathieu Dufraigne Hugo Duvauchelle Neo Dutriaux Romeo Fada Sauvageot |
| 4 × 100 m Lagen     | ItalienDaniele del Signore Lorenzo Fuschini Luca Scampicchio Alberto Ferrazza  | GroßbritannienDean Fearn Filip Nowacki Charles Simpson Evan Davidson                | SerbienLuka Jovanovic Strahinja Stancul Nemanja Maksic Justin Cvetkov          |

### Mädchen
| Disziplin           | Gold                                                                        | Silber | Bronze                                                                         |
| ------------------- | --------------------------------------------------------------------------- | --- | ------------------------------------------------------------------------------ |
| 50 m Freistil       | Theodora Taylor                                                             | Frida Hällkvist | Rosalie Reef                                                                   |
| 100 m Freistil      | Linda Roth                                                                  | Linda Hällkvist | Rosalie Reef                                                                   |
| 200 m Freistil      | Linda Roth                                                                  | Hollie Wilson | Valentina Procaccini                                                           |
| 400 m Freistil      | Vivien Jackl                                                                | Amelie Blocksidge | Lucrezia Domina                                                                |
| 800 m Freistil      | Amelie Blocksidge                                                           | Vivien Jackl | Alba Rubio                                                                     |
| 100 m Rücken        | Daria Silisteanu                                                            | Despoina Pyrili | Benedetta Boscaro                                                              |
| 200 m Rücken        | Aissia Prisecariu                                                           | Vivien Jackl | Caterina Santambrogio                                                          |
| 100 m Brust         | Nayara Pineda                                                               | Theodora Taylor | Karen Klepp                                                                    |
| 200 m Brust         | Kay Löhr                                                                    | Lucrezia Mancini | Nayara Pineda                                                                  |
| 100 m Schmetterling | Frida Hällkvist                                                             | Alina Baievych | Rebecca Ongaro                                                                 |
| 200 m Schmetterling | Alina Baievych                                                              | Mira Miszlai | Coco Croxford                                                                  |
| 200 m Lagen         | Phoebe Cooper                                                               | Linda Roth | Steal Megelova                                                                 |
| 400 m Lagen         | Vivien Jackl                                                                | Clarissa Savoldi | Laura Sophie Kohlmann                                                          |
| 4 × 100 m Freistil  | RumänienAissia Prisecariu Diana Stiger Daria Silisteanu Ana Maria Sibiseanu | GroßbritannienHollie Wilson Mabli Collyer Theodora Taylor Phoebe Cooper ItalienValentina Procaccini Benedetta Boscaro Lucrezia Domina Caterina Santambrogio |                                                                                |
| 4 × 100 m Lagen     | DeutschlandEwa zur Brügge Linda Roth Hannah Schneider Alina Baievych        | GroßbritannienGabi Freeman Phoebe Cooper Theodora Taylor Hollie Wilson                                                                                      | ItalienBenedetta Boscaro Lucrezia Mancini Rebecca Ongaro Caterina Santambrogio |

### Mixed
| Disziplin          | Gold                                                                               | Silber                                                                | Bronze                                                             |
| ------------------ | ---------------------------------------------------------------------------------- | --------------------------------------------------------------------- | ------------------------------------------------------------------ |
| 4 × 100 m Freistil | ItalienLucrezia Domina Daniele Del Signore Carlos D’Ambrosio Caterina Santambrogio | GroßbritannienEvan Davidson Jacob Mills Hollie Wilson Theodora Taylor | DeutschlandLimaris Dix Finn Neuwirth Fiona Kuphal Yara Riefstahl   |
| 4 × 100 m Lagen    | ItalienDaniele Del Signore Lorenzo Fuschini Alice Bonini Lucrezia Domina           | DeutschlandFinn Neuwirth Subaejr Biltaev Alina Baievych Linda Roth    | GroßbritannienDean Fearn Joshua Inglis Hollie Wilson Phoebe Cooper |